# 修辞学

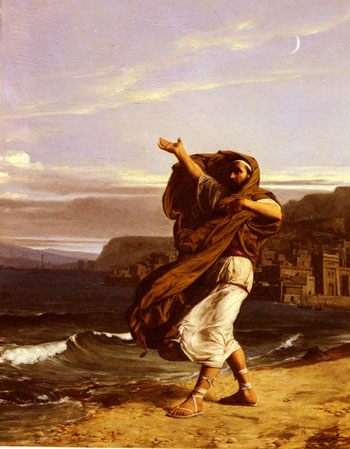
演説の練習をするデモステネス

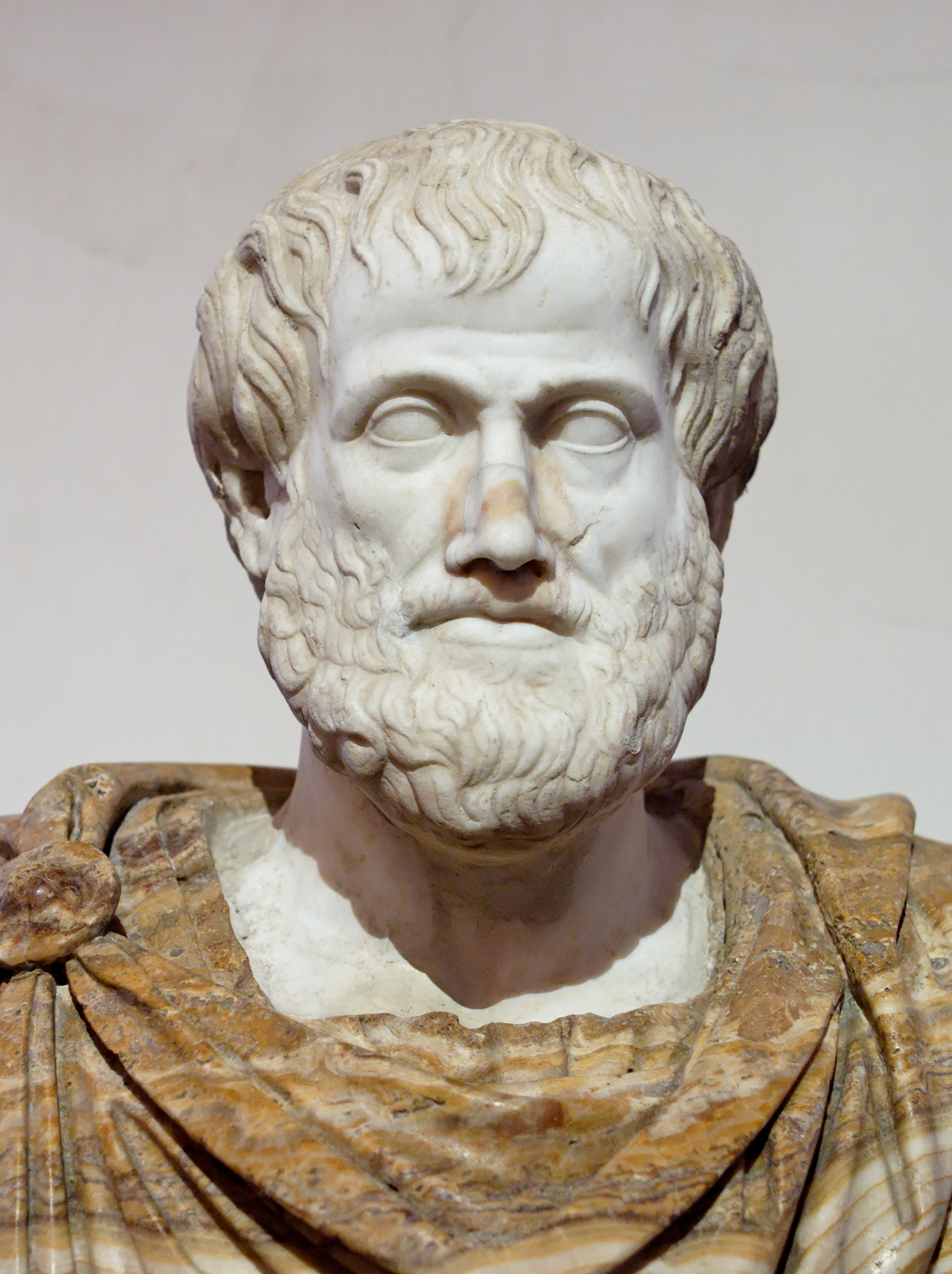
『弁論術』の著者アリストテレス

修辞学（しゅうじがく、希: ρητορική、ギリシア語ラテン翻字: rhētorikē、羅: rhetorica、英: rhetoric）は、弁論・演説・説得の技術に関する学問分野。弁論術、雄弁術、説得術、レートリケー、レトリックともいう。
西洋に古くからある学問分野で、その起源は古代ギリシアにさかのぼる。中世ヨーロッパでは大学の自由七科の一つに数えられた。
現代でいうレトリック（修辞技法・文彩）とはやや意味が異なり、基本的には弁論・演説の技術で、聴衆の説得・扇動・魅了を目的とするかなり政治的なもの。そのため修辞学では、聴衆を丸め込む心理操作の技術が大きな位置を占め、さらに演説者の身ぶりや発声法なども重要視された。つまり、修辞学は文彩だけでなく、言語学・政治術・話術・演技論・感情分析・思考法などの総体だった。

## 歴史

### 古代ギリシア
レートリケー（希: ρητορική）という学問は、紀元前5世紀のポリス社会のギリシアで生まれた。元々はシケリアの法廷弁論において発達した技術であり、創始者はコラクスとその弟子のテイシアスとされる。当時のギリシアでは、法廷だけでなくアゴラ（広場）やプニュクス（アテナイ民会の政治演説台の丘）など、様々な場面で弁論・演説が行われていた。そのため、レートリケーを生業にするロゴグラポスや雄弁家と呼ばれる人々がいた。なかでも、イソクラテスら当時のアッティカ地方（アテナイ周辺）で活躍した雄弁家たちは、「アッティカ十大雄弁家」として後世に語り継がれている。そのなかで、ソフィスト達はレートリケーを教育科目の一つとして世に広めていた。
哲学者プラトンは、そのような当時のレートリケーの流行に反発した。プラトンはその著作群（対話篇）のなかで、ソクラテスにレートリケーの手法ではなくディアレクティケー（問答法・弁証法）の手法で語らせることにより、真理や正義の探求ではなく聴衆の誘導を目的とするレートリケーに対抗した。とくに『ゴルギアス』や『パイドロス』では、レートリケーを主題的に取り上げて批判している。
一方、アリストテレスは師匠のプラトンとは異なり、レートリケーとディアレクティケーを相通じる技術として捉えた。アリストテレスの著書『弁論術』では、先行する諸学説をまとめてレートリケーを体系化した。そのほか、『弁論術』の関連著作に『詩学』『トポス論』『ソフィスト的論駁について』『アレクサンドロス宛の弁論術』などがある。アリストテレスはレートリケーを論理学と似て非なるものと捉えていた（エンテュメーマ）。

### 古代ローマ
アリストテレスやイソクラテスの影響のもと、古代ローマでも修辞学（羅: rhetorica）は流行した。とりわけ、キケロ『弁論家について』『弁論家の最高種について』やクインティリアヌス『弁論家の教育』で修辞学が論じられた。帝政前期には、修辞学教授の勅任制度も整備された。
修辞学の五分野が確立したのもこの時代である。すなわち、1「発想」（羅: Inventio, 演説テーマに応じた論法の型＝トポスの蓄積）、2「配置」（Dispositio, 演説文の構成）、3「修辞」（Elocutio, 演説文の文彩）、4「記憶」（Memoria, 演説文の暗記）、5「発表」（Pronuntiatio, 演説の身ぶりや発声法）の五分野をさす。（定訳は無い。） なかでも「発想」すなわちトポスを蓄積するという営みは、中世ヨーロッパの教養の大部分を占めた。
また帝政期には、「第二次ソフィスト思潮」すなわちアッティカ方言のギリシア語弁論を復興させる思潮も起きた。ただし、第二次ソフィストの弁論はショーとしての模擬弁論（デクラマティオ）であり、法廷弁論・議会弁論は当時すでに廃れていた。
ビザンツ帝国においても、コンスタンティノープル大学などで修辞学が扱われた（ビザンティン修辞学、ビザンティン哲学）。

### 中近世
中世前期のヨーロッパでは、ボエティウス、カペッラ、カッシオドルスらによって、修辞学が自由七科に取り込まれた。しかしながら、他の学科にその役割が奪われることにより、修辞学は次第に「文彩」に押し込められ始めた。
中世イスラム世界のイスラム哲学においても修辞学は扱われた。とりわけ、アリストテレスの『弁論術』が他の著作と同様にファーラービーやイブン・ルシュドに受容された。その後、12世紀ルネサンスを経てトマス・アクィナスにも受容された。『弁論術』はルネサンス期に度々印刷・翻訳され、17世紀のホッブズに注目されたりした。
14世紀には、ペトラルカをはじめとする人文主義者によって、イソクラテスやキケロの伝統の復興が進められた。16世紀には、イエズス会の教育計画において修辞学が中心に位置付けられた。近世にはそのほか、ヴィーコの思想において修辞学的な思考法が重要視されたり、ラモン・リュイやピエール・ラムス、ジョルダーノ・ブルーノによって、上述の「記憶」（記憶術）が修辞学から半ば独立すると同時に、ヘルメス主義などと合わさって流行したりした。
近世ヨーロッパの修辞学は、様々な芸術に影響を与えることもあった。例えば、記憶術の思考法が、ルネサンス期の劇場や庭園の設計に影響を与えることもあった。あるいは、バロック音楽の音楽理論に修辞学が取り入れられることもあった（音楽修辞学）。あるいは、ティツィアーノの絵画『ヴィーナスへの奉献』などのように、古代の弁論家が残した「エクフラシス」と呼ばれる文献群に由来する絵画が描かれた。

### 東洋への伝来
前近代のインドや中国・日本には、古代ギリシア由来の修辞学（弁論術・説得術）はほぼ伝播していない。イエズス会の中国宣教師ジュリオ・アレーニ（艾儒略）によって「文科」と漢訳されて紹介されたり、長崎のコレジヨで修辞学講義が開かれたりしたが、伝統として根付くことは無かった。
ただし、修辞学と似たもの、あるいは文彩・文学理論という意味での修辞学（修辞技法）の伝統は各地域にある。例えば、バーマハやダンディンが論じたインド文学・カーヴィヤの理論（インド古典修辞学）や、劉勰『文心雕龍』や空海『文鏡秘府論』が論じた中国文学の理論、漢詩文における対句、和歌における掛詞、などの伝統がある。上記のイスラム世界にも、ジャーヒズやサッカーキーが論じたアラビア語文学の理論（アラブ修辞学）がある。
明治日本において西洋の rhetoric が受容されると、音訳から漢訳まで様々な訳語が当てられた。例えば、1870年代初頭の西周の場合は「文辞学」と訳した。その後、尾崎行雄『公会演説法』（1877年）、菊池大麓『修辞及華文』（1880年）、黒岩大『雄弁美辞法』（1883年）などで rhetoric が紹介された。とりわけ、高田早苗『美辞学』（1889年）は、内容は rhetoric だけでなく美学も含むものの、坪内逍遥や武島羽衣によって日本の rhetoric の草分け的な書物に位置付けられた。この『美辞学』の後、島村抱月『新美辞学』（1902年）や、五十嵐力『新文章講話』（1909年）によって、上記の『文心雕龍』などの和漢の伝統と rhetoric が結び付けられた。大正以降、修辞学の研究は衰退したが、後述の佐藤信夫らによって再興された。
明治日本では、以上のような修辞学の研究と並行して、福沢諭吉を草分けとする「演説」の文化も流行し、自由民権運動を後押しした。
中国では、1900年代から日本の諸著作の影響を受けつつ rhetoric が紹介された後、早稲田大学留学生で五十嵐力の教え子でもある陳望道が『修辞学発凡』（1932年）を著し、以降の中国修辞学の草分けとなった。
「修辞」（辞を修める）という漢語は古くからあり、『易経』の一節「修辞立其誠」（通称「修辞立誠」）に由来する。荻生徂徠や章炳麟は、それぞれの思想のもとに「修辞立誠」を論じていた。

### 現代
近代以降、修辞学はさまざまな学問に分化し、あくまで言語表現に磨きをかける技術、という領域に押し込められていった。
ただし、20世紀後半以降、様々な観点から伝統的な修辞学が再注目されることもある。具体的には、文学理論、物語論、ディベート術、プレゼンテーション術、コミュニケーション学、非形式論理学、議論学、クリティカルシンキング、アカデミックライティングなどの観点から再注目される。とりわけ、ロラン・バルト、ポール・リクール、カイム・ペレルマン、グループμが修辞学について論じている。また、マクルーハンのメディア研究に影響を与えたり、ビジュアルコミュニケーションにおける「ビジュアル・レトリック」として転用されている。また、現代言語学においては、対照言語学の観点から「対照修辞学」として研究されたり、認知言語学の観点から「認知修辞学」として研究されたりしている。そのような背景のもと、日本でも佐藤信夫、三輪正、澤田昭夫、中村明らを始めとして多くの学者が修辞学について論じている。

## 主な原典文献
- プラトン『ゴルギアス』
- アリストテレス『弁論術』
- キケロ『弁論家について』
- クィンティリアヌス『弁論家の教育』

以上のほかにも、主要文献の日本語訳が、1990年代から京都大学学術出版会「西洋古典叢書」の一環として順次刊行されている。2010年代には、岩波書店から「新版アリストテレス全集」も刊行されている。